# Danh sách câu lạc bộ bóng đá ở Djibouti
Đây là danh sách không đầy đủ các câu lạc bộ bóng đá ở Djibouti.
Về danh sách đầy đủ, xem Thể loại:Câu lạc bộ bóng đá Djibouti

## A
- Ali Sabieh
- AS Port
- AS Tadjourah

## C
- CDE Colas

## D
- Dikhil

## G
- Gandaran
- Guelleh Batal

## H
- Hôpital Balbala

## K
- Kartileh-Al Gamil

## S
- Sheraton Hôtel

## T
- Total (câu lạc bộ bóng đá)